# Ian de la Rosa
Ian de la Rosa (Granada, 1988) é um roteirista e diretor de cinema e televisão espanhol.

## Carreira
Ian de la Rosa nasceu em Granada em 1988 e cresceu durante a infância e adolescência em Níjar, em Almería. Estudou na Escola Superior de Cinema e Audiovisuais da Catalunha. Em 2015 dirigiu seu projeto de último ano, o curta-metragem Víctor XX, drama em que abordou a questão da transexualidade e pelo qual recebeu um dos prêmios Cinéfondation no festival de Cannes.
Em 2022, seu curta Farrucas foi indicado à 36ª Edição do Prêmio Goya na categoria Melhor Curta-Metragem. Farrucas recebeu também o Prêmio Gaudí de melhor curta metragem, e foi premiado também no Festival Internacional de Cinema Independente de Elche e na Mostra de Cinema Internacional de Palencia.
Em fevereiro de 2023 ganhou o Prêmio Eurimages de Coprodução por seu primeiro longa-metragem, Iván & Hadoum.